# Schwarzbach (Lusace)
Pour les articles homonymes, voir Schwarzbach.
Schwarzbach est une petite commune d'Allemagne située dans l'arrondissement de Haute-Forêt-de-Spree-Lusace en Lusace (État du Brandebourg). Elle comprend aussi le hameau de Biehlen.

## Géographie
Schwarzbach se trouve à 10 kilomètres au sud de Senftenberg et au sud du lac de Senftenberg. La rivière Elster Noire traverse Biehlen.

## Architecture
- Manoir de Schwarzbach, construit en 1650